# Estakada

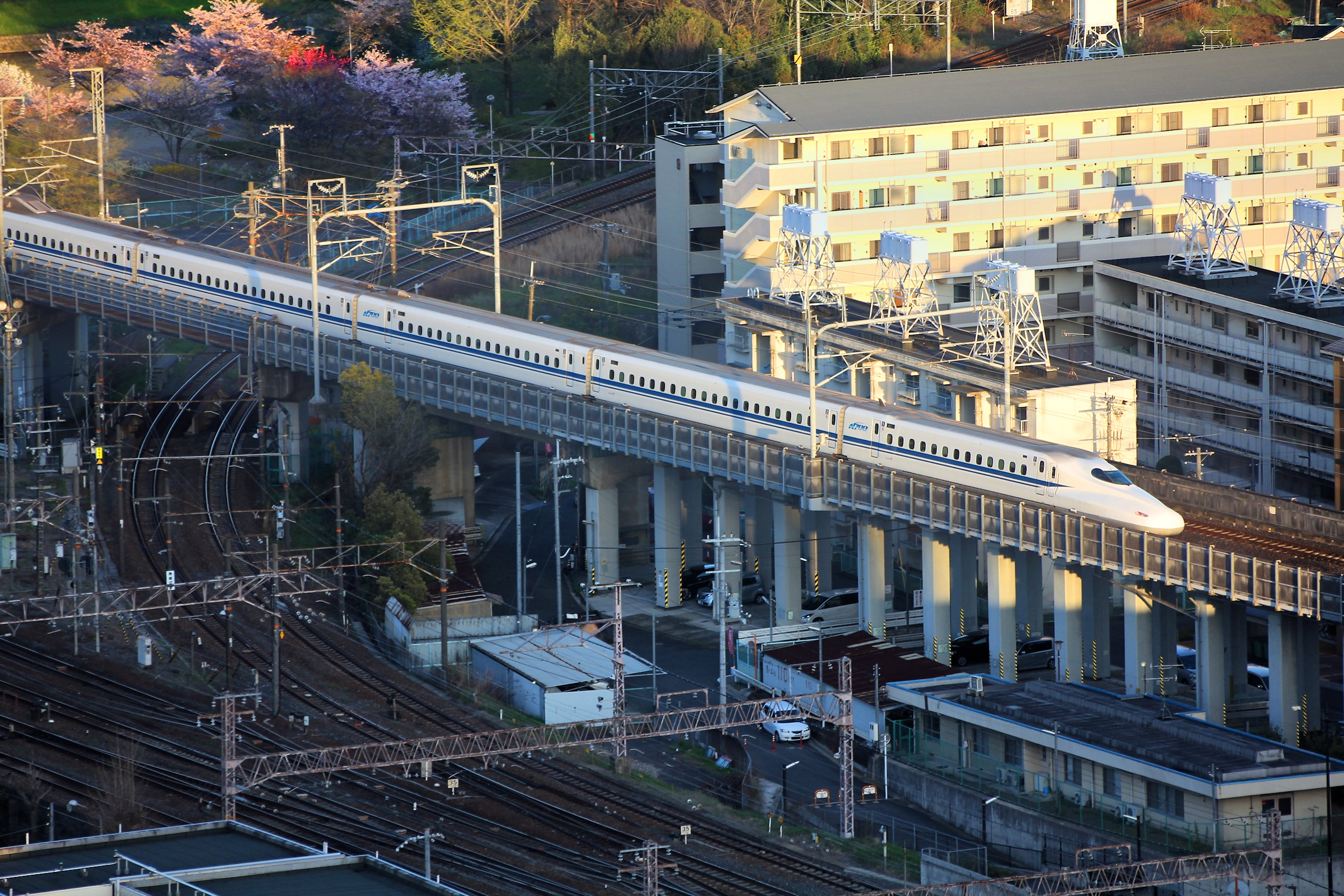
Estakada kolejowa w Kioto przekraczająca kilka innych linii kolejowych oraz dróg

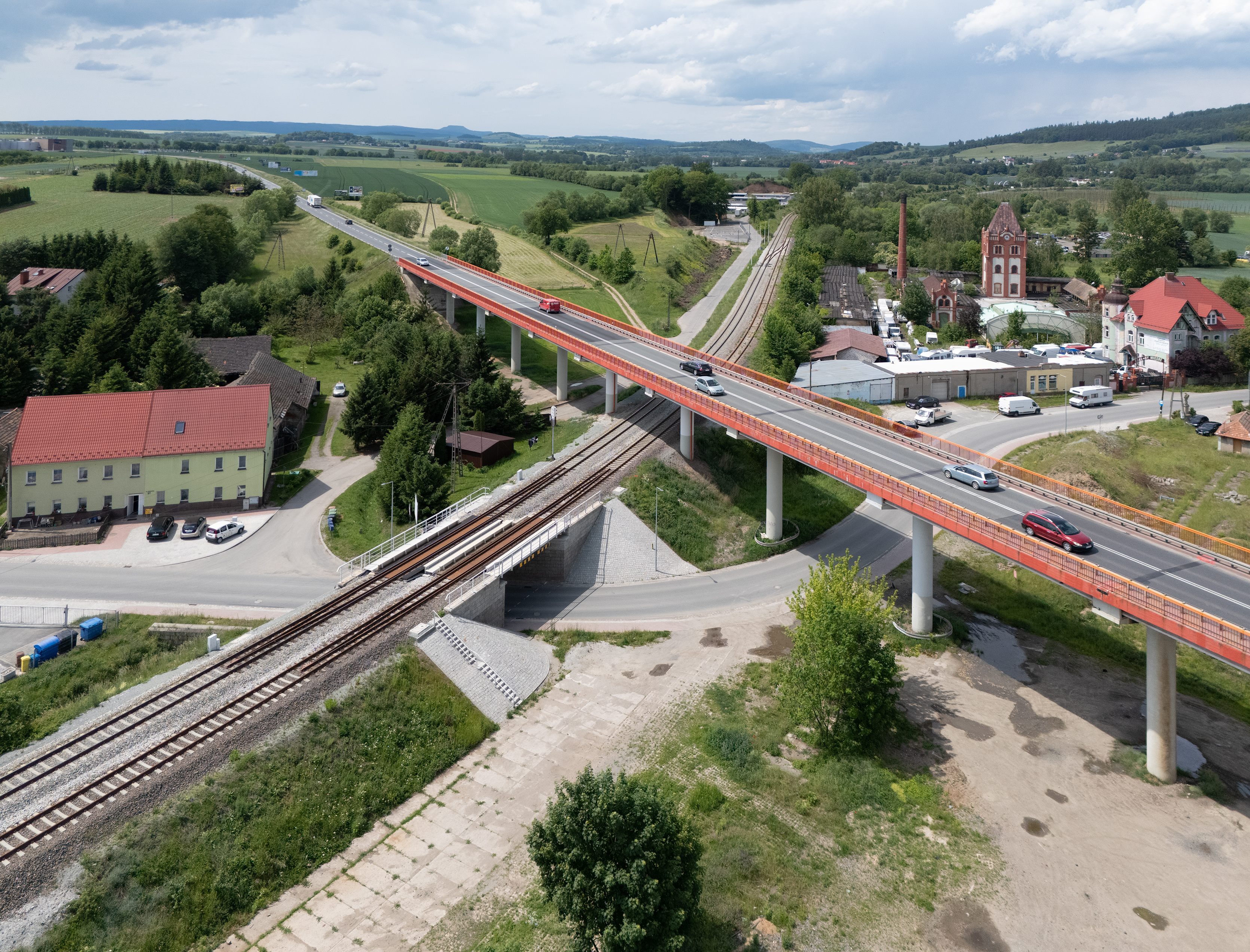
Estakada w Kłodzku

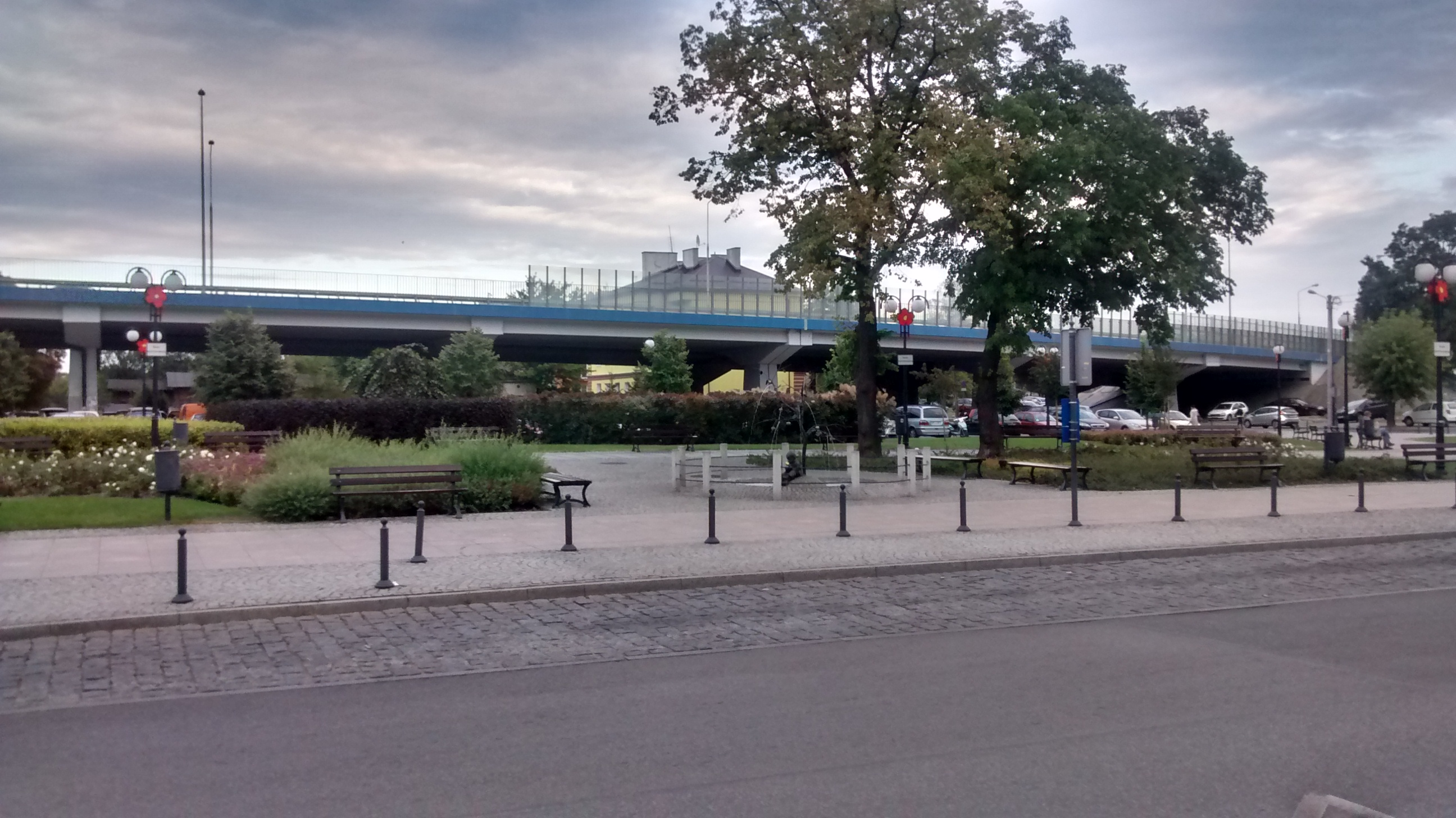
Estakada w Skierniewicach

Estakada (z fr. estacade) – budowla mostowa mająca na celu przeprowadzenie ciągu komunikacyjnego (droga, linia kolejowa) nad terenem zabudowanym lub obniżeniem terenu, zastępując wysoki nasyp. Jako estakadę można przyjąć wieloprzęsłowe konstrukcje inżynierskie spełniające częściowo funkcję wiaduktu, a częściowo wysokiego nasypu. Również jest to droga transportowa (np. na terenie fabryki pomiędzy halami produkcyjnymi, placami składowymi, na terenie fortu lub pomiędzy fortami itd.) prowadzona ponad terenem na specjalnie wzniesionej konstrukcji wsporczej (np. słup, filary). Estakady zwykle mają znaczną długość.

## Przykłady
- Estakada kolejowa w Gorzowie Wielkopolskim
- Estakada kolejowa w Strzegomiu
- Estakada kolejowa we Wrocławiu
- Estakada Orląt Lwowskich w Katowicach
- Estakada Kwiatkowskiego w Gdyni
- Estakada autostradowa w Klęskowie
- Estakada Pomorska w Szczecinie
- Estakada Obrońców Lwowa w Krakowie
- Trasa uniwersytecka w Bydgoszczy
- Estakada im. Marka Sudaka w Toruniu
- Estakada nad doliną Obrzycy w Poznaniu
- Estakada nad doliną Bogdanki w Poznaniu (fragment trasy PST)

- Estakada w Chorzowie